# Otitis media adhesiva
La otitis media adhesiva es un tipo de  otitis que se caracteriza por una tendencia a la formación de membranas dentro del oído medio. Es causada por una presión negativa producida por la disfunción del tubo de Eustaquio, por una otitis media secretora persistente o por un proceso de repetidas otitis medias supuradas agudas que no hayan sido tratadas o hayan sido tratadas con la antibioticoterapia inadecuada.
La otitis adhesiva se caracteriza por un proceso activo sin resolución de las lesiones y tendencia a la fibrosis y adherencia de la membrana timpánica con la capa mucosa de la pared medial del oído medio, haciéndose indistinguibles la una de la otra, además de no contar con una superficie mucosa. Esa retracción de la membrana timpánica conlleva una erosión del proceso del yunque y del estribo.
Las atelectasias y otitis media adhesiva normalmente coexisten con la otitis media secretora, a pesar de que esta última puede resolverse, permitiendo el cambio de gases entre el oído medio y el ambiente, sin embargo dejando un oído colapsado.

### Clasificación
Nakano en 1993 ha propuesto dos tipos de otitis adhesiva: el tipo A en la cual la membrana timpánica atrófica y retraída se adhiere completamente al promontorio, y el tipo B en la cual la retracción y adhesión afectan principalmente la parte posterior de la membrana timpánica, normalmente sin retracción de la otra mitad.

### Patogenia
Se imagina que la otitis adhesiva se deriva de una enfermedad del tejido conjuntivo con trastornos de la evolución del colágeno en el transcurso de algunas otitis crónicas mucosas a tímpano cerrado. Aún no se conoce los factores que pueden desencadenar el proceso adhesivo: la ausencia de resolución de un derrame seromucoso de la infancia, la especial toxicidad de algunas efusiones, la enfermedad primaria del tejido conjuntivo de la caja o el papel deletéreo de los factores de la inflamación. Por el contrario, es poco probable que la causa sea la defectuosa ventilación ocasionada por el bloqueo de la trompa. En realidad, no existe colapso timpánico propiamente dicho, ni es seguro que la hipopresión en el interior del oído medio sea significativa.
La proliferación de conjuntiva impide cualquier vibración timpánica. Se mantienen algunos espacios rellenos de derrame espeso y pegajoso, posible vestigio de alguna antigua efusión seromucosa que no ha podido drenarse, sugiriendo que la otitis adhesiva puede constituir la última evolución de algunas otitis secretoras de la infancia.

### Histología
En las lesiones observadas  se ven procesos inflamatorios muy intensos y no es posible hacer una distinción histológica entre la membrana timpánica y la mucosa del oído medio.Se observa una membrana timpánica atrófica debido a su adelgazamiento o ausencia de la lámina propia.

### Clínica
Los pacientes suelen acudir al médico por presentar una hipoacusia que evoluciona progresivamente durante años y que con frecuencia se asocia a acufenos. Es difícil precisar los antecedentes de algún proceso otítico y el período silente es tan largo que aparentemente no ha existido ningún episodio de otorrea. La otoscopia nos permite, por si sola establecer el diagnóstico, se ve un tímpano engrosado, con un color gris blanquecino, retraído globalmente o por zonas sobre el promontorio, o sobre los relieves osiculares como un paño húmedo.
El espacio aéreo peripromontorial ha desaparecido, es decir, no existe espacio aéreo en la caja del tímpano, que se convierte así en virtual. Una eventual paracentesis sería incapaz de encontrar espacio donde colocar el drenaje. Si se efectuara una exploración quirúrgica, se
podría observar la caja totalmente rellena de granulomas, membranas espesas, y restos de derrame mucoso tabicado y organizado por todos lados. El espéculo neumático de Siegle no moviliza la membrana timpánica, lo que confirma la ausencia de ventilación de la caja del tímpano. El ático puede presentar, de forma independiente o asociada, las mismas lesiones que el atrio. En el plano audiométrico, la hipoacusia suele ser de tipo mixto: la pérdida en la conducción aérea puede sobrepasar los 50 dB, y la conducción ósea cae en las frecuencias agudas, lo que traduce una laberintización que se observa con bastante frecuencia en esta forma de otitis crónica. Laberintitis puede ser definida como episodio único de vértigo de horas o días de duración (con inestabilidad posterior) acompañado de pérdida de audición. La impedanciometría muestra un timpanograma plano característico, aunque no exclusivo, de la otitis adhesiva.

### Tratamiento
La otitis adhesiva es refractaria al tratamiento médico y quirúrgico de una forma que el mejor tratamiento es, por tanto, preventivo. Éste consiste en el seguimiento de cualquier proceso otítico de la infancia que parezca iniciar un proceso adhesivo e intentar detener su evolución. La cirugía no está indicada en todos los casos, primero que se trata de una enfermeda del tejido conjuntivo y esta no se trata con el bisturí y hasta los días actuales las cirugías de reconstrucción de una membrana timpánica termina con fracaso auditivo o un proceso de laberintización, pero hay algunos casos especiales que está indicada las intervenciones quirúrgicas. 
Se indica la cirugía en los casos que haya perforación de la membrana timpánica (grado V de Sade) con o sin pólipos, granulación u otorrea. También cuando haya una gran bolsa de retracción infectada que ocasiona otorrea frecuente o erosión de la cadena osicular.  En todos los casos se realiza una miringoplastía usando una incisión postauricular.
Se utiliza un disco de cartílago con el pericondrio adherido a la superficie lateral. Esta técnica previene la retracción y las adherencias entre la membrana y el promontorio.

### Evolución
La otitis adhesiva es caracterizada por laberintización progresiva, cursando con deterioro auditivo, distorsión sonora y agravación de los acufenos. Esta  evolución suele ser lenta y aparentemente ireversible. De ahí deriva la importancia de detectar las formas iniciales esta patología. En consecuencia, la atención del médico debe centrarse en determinadas otitis seromucosas atípicas:  las que se prolongan por más de 5-7 años; cuando tras varios intentos de ventilación transtimpánica, a menudo difíciles y hemorrágicos, no se ha conseguido mejoría auditiva; cuando al cabo de unos meses, el tímpano se opacifica y se retrae insensiblemente. Ante tales signos debe sospecharse el inicio de una otitis adhesiva.

### Conclusión
La otitis adhesiva representa una modalidad evolutiva grave de otitis crónica. Es secundaria a una enfermedad de la mucosa debida a la proliferación de tejido conjuntivo y no a la disfunción de la trompa de Eustaquio. Probablemente sea secundaria a episodios inflamatorios prolongados y a la organización de un derrame mucoso no drenado.